# Kuzu kapama
Kuzu kapama o simplement kapama és un plat de carn de la cuina turca. En turc "kuzu" significa xai i generalment es fa servir també per a denominar la carn d'ovella jove. "Kapama" literalment significa cobert. Aquest menjar es prepara amb carn vermella i cebetes o cebollí. En diferents regions de Turquia s'utilitzen també verdures variades per a acompanyar la carn en l'olla. De carn, generalment es fa servir el braç, pota davantera d'un xai. Durant la cocció, es col·loca un plat o tapa d'olla per a cobrir la carn, i damunt es posa un pes, per això, el menjar s'anomena "kapama". Kuzu kapama gairebé sempre s'acompanya amb arròs turc, "pilav".
Un menjar similar també es prepara en els països veïns de Turquia, com Grècia, on es fa amb diferents carns (vedella, pollastre també) i es coneix amb el nom "kapama". A la cuina armeniana hi ha un plat anomenat "ghapama", fet amb la carbassa farcida d'arròs i fruits secs.
El "Kervansaray" de Viena, un dels 10 millors restaurants turcs fora de Turquia, té en el seu menú el kuzu kapama també.